# Maximiliano Schonfeld
Maximiliano Schonfeld (Crespo, Entre Ríos; 1982) és un director de cinema i guionista argentí.

## Biografia
Maximiliano Schonfeld va néixer en 1982 a Crespo, a la província d'Entre Ríos, al nord-est de l'Argentina. Va estudiar a l'Escuela Nacional de Experimentación y Realización Cinematográfica de Buenos Aires i va ser assistent de direcció de Rodrigo Moreno i Victor Kozakovzky. Va dirigir episodis individuals de les sèries de televisió Ander Egg i El Lobo i tres curtmetratges abans de presentar la seva òpera prima Germania en el Festival de Cinema d'Hamburg en 2012. La seva pel·lícula The Black Frost es va projectar en el Festival Internacional de Cinema de Berlín en 2016. El seu tercer llargmetratge Jesús López, del qual també va escriure el guió al costat de l'escriptora argentina Selva Almada, es va estrenar al Festival Internacional de Cinema de Sant Sebastià al setembre de 2021. A principis d'octubre de 2021, Jesús López també es va mostrar en el Festival de Cinema d'Hamburg.

## Filmografia
- 2007: Entreluces (curtmetratge)
- 2011: Invernario (curtmetratge)
- 2012: El Lobo (Sèrie de TV)
- 2012: Alemania
- 2014: Oyster (curtmetratge documental)
- 2015: La helada negra
- 2016: La siesta del tigre (documental)
- 2021: Jesús López